# IC 949
IC 949 — галактика типу Sd у сузір'ї Волопас.
Цей об'єкт міститься в оригінальній редакції індексного каталогу.